# Herb gminy Terespol
Herb gminy Terespol – jeden z symboli gminy Terespol, ustanowiony 28 grudnia 2012.

## Wygląd i symbolika
Herb przedstawia na tarczy w polu srebrnym (białym), na murawie zielonej, lisa siedzącego, czerwonego. Lis znajdował się w herbie zaprojektowanym dla miasta Terespol przez rosyjską Heroldię Królestwa Polskiego w XIX wieku. Projekt przedstawiał w polu czerwonym, na wzgórzu zielonym lisa kroczącego złotego. Oprócz nawiązania do herbu, lis symbolizuje także lokalną przyrodę.

## Historia

Herb gminy Terespol do 2013 roku

W roku 1992 rozdzielono miasto i gminę wiejską Terespol. Miasto Terespol postanowiło wówczas przyjąć herb Ostoja założyciela miasta Józefa Bogusława Słuszki. Motyw lisa przejęła natomiast gmina wiejska Terespol, która przyjęła herb przedstawiający wizerunek lisa w kolorze czerwonym na białym trójkątnym polu do którego przylegają z lewej strony pole czerwone, a z prawej strony pole niebieskie. Poniżej wizerunku lisa na polu białym i niebieskim widnieje wizerunek mostu w kolorze czarnym. Herb ten nie spełniał podstawowych wymogów stylizacji heraldycznej, dlatego też w roku 2012 opracowano nowy jego wzór. Po uzyskaniu pozytywnej opinii Komisji Heraldycznej gmina przyjęła herb z samym tylko lisem 28 grudnia 2012.